# Diplopeltula striolata
Diplopeltula striolata is een rondwormensoort uit de familie van de Diplopeltidae. De wetenschappelijke naam van de soort is voor het eerst geldig gepubliceerd in 1992 door Vincx & Gourbault.